# Le Roi du bagne
Pour plus de détails, voir Fiche technique et Distribution.
Le Roi du bagne est un film français muet de court métrage réalisé en 1913 par René Leprince.

## Fiche technique
- Réalisateur : René Leprince
- Scénario : René Leprince, Maurice Mahut
- Production et distribution : Pathé Frères
- Producteur : Charles Pathé
- Format : Noir et blanc — 35 mm — 1,33:1 — film muet
- Date de sortie : 
  - France : 1913

## Distribution
- Gabriel Signoret : Fernand Pradier, un brave homme qui accorde la main de sa fille à un banquier sans se douter de l'origine de sa fortune
- René Alexandre : le banquier St-Bris alias le marquis de Pont d'Anson, un ancien malfaiteur devenu riche
- Gabrielle Robinne : Germaine Pradier, la fille de Fernand
- Jean Dax : son ancien complice qui refait surface et le détourne à nouveau du droit chemin
- Stacia Napierkowska : une jeune dactylo intrépide